# Marion (Misisipi)
Marion es un pueblo del Condado de Lauderdale, Misisipi, Estados Unidos. Según el censo de 2000 tenía una población de 1.305 habitantes y una densidad de población de 173.1 hab/km².

## Demografía
Según el censo de 2000, había 1.305 personas, 468 hogares y 324 familias residiendo en la localidad. La densidad de población era de 173,1 hab./km². Había 555 viviendas con una densidad media de 73,6 viviendas/km². El 52,87% de los habitantes eran blancos, el 45,82% afroamericanos, el 0,23% amerindios, el 0,31% asiáticos, el 0,15% de otras razas y el 0,61% pertenecía a dos o más razas. El 1,69% de la población eran hispanos o latinos de cualquier raza.
Según el censo, de los 468 hogares en el 42,3% había menores de 18 años, el 37,2% pertenecía a parejas casadas, el 28,0% tenía a una mujer como cabeza de familia, y el 30,6% no eran familias. El 25,0% de los hogares estaba compuesto por un único individuo, y el 6,4% pertenecía a alguien mayor de 65 años viviendo solo. El tamaño promedio de los hogares era de 2,50 personas y el de las familias de 3,00.
La población estaba distribuida en un 28,4% de habitantes menores de 18 años, un 11,3% entre 18 y 24 años, un 27,4% de 25 a 44, un 16,6% de 45 a 64, y un 16,4% de 65 años o mayores. La media de edad era 31 años. Por cada 100 mujeres había 70,1 hombres. Por cada 100 mujeres de 18 años o más, había 62,3 hombres.
Los ingresos medios por hogar en la localidad eran de 26.413 dólares ($), y los ingresos medios por familia eran 28.438 $. Los hombres tenían unos ingresos medios de 27.778 $ frente a los 17.303 $ para las mujeres. La renta per cápita para la ciudad era de 10.504 $. El 32,8% de la población y el 30,5% de las familias estaban por debajo del umbral de pobreza. El 50,1% de los menores de 18 años y el 20,5% de los habitantes de 65 años o más vivían por debajo del umbral de pobreza.

## Geografía
Según la Oficina del Censo de los Estados Unidos, la localidad tiene un área total de 7,6 km², todos ellos correspondientes a tierra firme.